# Stercorite
La stercorite è un minerale.